# Teracotona major
Teracotona major är en fjärilsart som beskrevs av Rothschild 1933. Teracotona major ingår i släktet Teracotona och familjen björnspinnare. Inga underarter finns listade i Catalogue of Life.